# Der Dybbuk
Der Dybbuk (Originaltitel jiddisch Der Dibuk, דער דיבוק, polnisch Dybuk) ist ein polnisches Filmdrama in Jiddisch des Regisseurs Michał Waszyński aus dem Jahr 1937.

## Handlung
Das Drama spielt im Milieu jüdischer Kleinstädte (Schtetl) in Polen um 1880. Die werdenden Väter Sender und Nissn verabreden die Heirat ihrer Kinder, sofern es sich um ein Mädchen und einen Jungen handeln würde. Als Sender die Tochter Leje geboren wird und seinem Freund der Sohn Chonen, scheint die Verabredung in Erfüllung gehen zu können. Doch 18 Jahre später ist Sender zu Reichtum gelangt und will seiner Tochter eine lohnende Partie verschaffen. Leje und Chonen, den das Schicksal als Talmudschüler in Senders Haus geführt hat, verlieben sich ineinander. Als Sender Chonens Herkunft erkennt, hat er seine Tochter bereits einem anderen Bräutigam versprochen. Chonen stirbt, und seine Seele ergreift von der geliebten Leje Besitz. Bei dem Versuch, den Geist auszutreiben, stirbt auch Leje.

## Hintergrund
Die literarische Vorlage von Salomon An-ski basiert auf einen jüdischen Volksglauben über den Dibbuk; ein oft böser Totengeist, der in den Körper eines Lebenden eintritt. Gedreht wurde der Film in Kazimierz Dolny, in Opole Lubelskie sowie in Warschauer Studios. Die Uraufführung war am 26. September 1937 in Warschau.
Der Warschauer Professor Majer Balaban war als Berater für die Filmaufnahmen an der Produktion beteiligt.

## Kritik
„Der düstere, würdevolle und schwermütige DIBEK ist der atmosphärisch dichteste und ‚künstlerischste‘ der jiddischen Tonfilme. Vom Anfangsbild einer kerzenerleuchteten Synagoge über die unheimlichen Tänze auf der nicht beendeten Hochzeitsfeier bis zum Höhepunkt des Exorzismus ist der Film von Religion und Ritual durchtränkt – und auch von Aberglauben und dem Übernatürlichen. […]“